# Karel van Eerd
Carolus Johannes Maria van Eerd (Veghel, 8 de abril de 1938-Ib.,14 de diciembre de 2022), más conocido como Karel van Eerd, fue un empresario de supermercados y pianista de jazz neerlandés. Durante años fue gerente general y luego presidente del consejo de supervisión de los supermercados Jumbo. Fue uno de los pioneros del negocio de la rama voluntaria desde la aparición de los supermercados de autoservicio en la década de 1950.

## Inicios
Su vida laboral comenzó en 1956 cuando su padre, Frits van Eerd, propietario de Van Eerd Wholesale en Veghel, se vio obligado a dejar poco a poco su administración. Ya en 1957, Karel van Eerd se hizo cargo de la gestión diaria.

## Adquisición de Kroon
Van Eerd Wholesale estuvo fuertemente representada en el centro y el este de Brabante a fines de la década de 1960. La facturación anual creció de golpe de 18 a 24 millones de florines con la adquisición de tres mayoristas de Kroon en Limburg que estaban a punto de fusionarse. A fines de la década de 1970, se absorbieron los mayoristas del competidor A&O.

## Jumbo
Van Eerd compró el nombre Jumbo y la fórmula en 1983 por un millón de florines al empresario de supermercados de 24 años Jan Meurs de Tilburg. A mediados de la década de 1980, el mayorista tenía tres tiendas con el nombre de Jumbo. El punto de partida de la fórmula fue una amplia gama a precios competitivos. Pronto hubo docenas de Jumbos en Zelanda, Brabante y Limburgo. Siguiendo el ejemplo de la cadena estadounidense Walmart, los Van Eerd decidieron en la década de 1990 montar la tienda según el concepto de "sin ofertas, pero siempre con precios bajos".